# Sinularia platysma
Sinularia platysma is een zachte koraalsoort uit de familie Alcyoniidae. De koraalsoort komt uit het geslacht Sinularia. Sinularia platysma werd in 1987 voor het eerst wetenschappelijk beschreven door Alderslade & Baxter. 